# Podbielski (Adelsgeschlecht)

Wappen derer von Podbielski (Stamm Trzaska)

Podbielski ist der Name eines polnischen Adelsgeschlechts mit seinen Stammhäusern Podbielice im Bezirk Warschau und Groß-Podbiele in der Gmina Nur.

## Geschichte
Die Stammreihe wird auf Stanislaus Podbyelski († vor 1539) zurückgeführt.
Seit Eintritt der Brüder Anton und Nikodemus von Podbielsky in königlich preußische Dienste am Ende des 18. Jahrhunderts wird die Familie zum preußischen Adel gezählt.

## Wappen
Trzaska (Tafel XII.) - In blauem Felde zwei Schwerter mit goldenem Handgriff, die mit ihren abgebrochenen Klingen senkrecht sich zugekehrt sind, deren verstümmelte Enden sich unter der Mitte eines sie bedeckenden „goldenen, nach oben geöffneten Halbmondes“ verlieren. Helmschmuck: ein Pfauenschwanz, belegt mit dem Wappenbilde. Über den Ursprung des Wappens wird gesagt: Als der König Boleslaw I. (1001-25) gegen einen Feind, der mit dem Schwerte auf ihn eindrang, in Gefahr war, parierte ein Ritter Biala den Hieb und schlug den Feind nieder, wobei ihm jedoch die Klinge seines Schwertes abbrach; er war nun ziemlich wehrlos gegen die weiteren Feinde, und der König, dies bemerkend, gab ihm sein eignes Schwert, womit der Ritter die weiteren Andringenden zurückschlug und so den König und sich gesichert hatte. Doch auch dieses Schwert war ihm dabei zerbrochen. Als er dieses dem König wiedergab, verlieh ihm derselbe für den bewiesenen Mut das obige Wappen, das Trzaska (der Splitter) genannt wurde, wohl im Hinblick auf die zersplitterten Schwerter. Nach dem Besitz des Ritters wurde es auch Biala genannt. Als ein Ritter dieses Geschlechts in Großpolen das  Benediktinerkloster Lubien gegründet hatte, dem drei dieses Geschlechts hintereinander als Abt vorgestanden haben, wurde auch der Wappenname Lubiewa gebräuchlich. Dieses Wappen führen die: Bialy, Bielinski, Bielski, Blazejowski, Bogusz, Buczkiewicz, Budkiewicz, Chojnacki, Chrzaszzewski, Chrszczonowski, Ciszkowski, Czusolowski, Dluski, Drozenski, Droicewski, Durbski, Dutkiewicz, Glinka, Gniazdowski, Golininski, Goluchowski, Golynski, Janczewski, Jarzyna, Jarzynski, Kleczkowski, Konopacki, Kotowski, Kotutewicz, Kotwicki, Krajewski, Kumochowski, Lubiewski, Laszewski, Meydalon, Michalski, Michalowski, Mscichowski, Nartowski, Niemirowski, Olszewski, Palamowski, Pancerzynski, Paplinski, Patkowski, Pielasz, Podbielski, Podsedkowski, Ponikiewski, Poplawski, Popowski, Rojecki, Rotowski, Ryczinski, Sieklucki, Slupecki, Sokolowski, Swiedkowski, Swieykowski, Szczucki, Szygowski, Tarchominski, Truskowski, Truszkowski, Trzaska, Trzasko, Trzaskaz, Trzaskowski, Trzonkowski, Tyski, Tyszka, Wedrogowsky, Wigniewski, Wolkanowski, Wylezynski, Zabielski, Zakrzewski, Zaleski, Zimoszarski, Zorawski.
– Emilian von Źernicki-Szeliga (1904)
Das Wappen (der polnischen Wappengemeinschaft Trzaska) zeigt in Blau einen aufwärts gekehrten goldenen Halbmond zwischen zwei quer liegenden abgebrochenen silbernen Schwertern mit goldenem Griff. Auf dem gekrönten Helm mit blau-goldenen Decken die Schildfigur auf einem Pfauenschweif.

## Namensträger
- Christian Podbielski (1741–1792), Komponist und Organist in Königsberg
- Dionysius Valentin Podbielski († 1810) ⚭ Ehefrau Anna, geborene von Skarzynski
- Nikodemus Joseph von Podbielski (1780–1844), polnischer Adeliger, preußischer General ⚭ Ehefrau Bogumila Apollonie Theophile, geborene von Baranowska (1791–1880)
- Anton von Podbielski (1780–1841), Oberstleutnant ⚭ Ehefrau Johanna Eleonore, geborene von Falkenhayn (1787–1869)
  - Theophil von Podbielski (1814–1879), preußischer General der Kavallerie ⚭ Ehefrau Agnes, geborene von Jagow (1823–1887)
    - Victor von Podbielski (1844–1916) Staatsminister und Generalleutnant ⚭ Ehefrau Margarete, geborene von Twardowski (1869–1951)[2]
    - Agnes (1846–1896) ⚭ Hermann Ludwig von Wartensleben (1826–1921), preußischer General der Kavallerie
    - Olga Elisabeth (1842–1880) ⚭ Hugo Louis Felix von Balluseck (1830–1892), preußischer Generalmajor[3]
    - Elisabeth (* 8. Juli 1849) ⚭ Michael von Szymonski (1844–1922), Generalmajor
    - Klara (* 10. November 1850)
    - Walli Cäcilie Thekla (* 8. Dezember 1860)
      - Victor von Podbielski, Politiker,[4] Oberbürgermeister (1943–1945) von Frankfurt (Oder) ⚭ Ehefrau Ottilie, geborene geb. Bühler
      - Fritz[5] Herrmann Gebhardt Adolph Hans von Podbielski (1893–1917) gefallen bei Nauroy (Champagne) am 18. April 1917, Dr. jur., Kgl. preuß. Kammergerichts-Referendar, Lt. der Reserve des Husaren-Rgts. Nr. 3[6]
      - Hans Werner Hermann Konrad von Podbielski (1894–1944) königl. preuß. OLt. der Reserve des Husaren-Rgts. Nr. 3, Forstwart ⚭ Ehefrau Anna Marie Ottilie Alice, geborene von Maltzahn-Grubenhagen (1895–1938)[7]